# Liparia genistoides
Liparia genistoides là một loài thực vật có hoa trong họ Đậu. Loài này được (Lam.) A.L. Schutte miêu tả khoa học đầu tiên năm 1994.